# Фридрих Лудвиг (Шлезвиг-Холщайн-Зондербург-Бек)
Фридрих Лудвиг фон Шлезвиг-Холщайн-Зондербург-Бек (на немски: Friedrich Ludwig von Schleswig-Holstein-Sonderburg-Beck; * 6 април 1653, Бек, Северен Рейн-Вестфалия; † 7 март 1728, Кьонигсберг, Прусия) от странична линия на Дом Олденбург, е херцог на Шлезвиг-Холщайн-Зондербург-Бек (1719 – 1728), от 1713 г. генерал-фелдмаршал и от 1701 г. губернатор на Прусия.

## Произход
Син е на херцог Август Филип фон Шлезвиг-Холщайн-Зондербург-Бек (1612 – 1675) и третата му съпруга Мария Сибила фон Насау-Саарбрюкен (1628 – 1699), дъщеря на граф Вилхелм Лудвиг фон Насау-Саарбрюкен и маркграфиня Анна Амалия фон Баден-Дурлах.

## Фамилия
Фридрих Лудвиг се жени на 1 януари 1685 в Августенборг, Дания, за принцеса Луиза Шарлота фон Шлезвиг-Холщайн-Зондербург-Августенбург (13 април 1658 – 2 май 1740), дъщеря на херцог Ернст Гюнтер фон Шлезвиг-Холщайн-Зондербург-Августенбург и Августа фон Шлезвиг-Холщайн-Зондербург-Глюксбург. Двамата имат децата:
- Доротея (1685 – 1761), омъжена 1709 за маркграф Георг Фридрих Карл фон Бранденбург-Байройт (1688 – 1735)
- Фридрих Вилхелм II (1687 – 1749), пруски генерал-фелдмаршал, губернатор на Берлин, женен 1. за княгиня Луиза Даброва († 1715); 2. 1721 за Урсула Анна, бурггграфиня и графиня фон Дона-Шлобитен (1700 – 1761)
- Фридрих Лудвиг (1688)
- София Шарлота (1689 – 1693)
- Карл Лудвиг (1690 – 1774), бранденбургски генерал-лейтенант, губернатор на Ревал, женен 1730 за Анна Каролина Ожелска (1707 – 1769)
- Амалия Августа (1691 – 1693)
- Филип Вилхелм (1693 – 1729)
- Луиза Албертина (1694 – 1773, омъжена за Алберт Зигмунд фон Зеегут-Станисловски († 1768)
- Петер Август (1697 – 1775), руски генерал-губернатор
- София Хенриета (1698 – 1768), омъжена за бургграф Албрехт Кристоф фон Дона-Шлобитен-Лайстенау (1698 – 1752)
- Шарлота (1700 – 1785), абатиса в Кведлинбург